# Purpuricenus bipartitus
Purpuricenus bipartitus là một loài bọ cánh cứng trong họ Cerambycidae.